# معركة الجرف الأولى
معركة الجرف الأولى (أو ما يُعرَف بالجرف) هي معركة وقعت أثناء حرب الجزائر. أما معركة الجرف الثانية، فاندلعت في العام التالي للمعركة الأولى، وأسفرت عن هزيمة أخرى للفرنسيين. ولم تشكل هذه المعركة نصرًا عسكريًا فحسب للقوات الجزائرية، وإنما نصرًا معنويًا كذلك.

## السياق
وقعت الجزائر في قبضة الاحتلال الفرنسي منذ عام 1830، وكانت ضحية للعديد من الثورات التي قامت ضد الفرنسيين. ومن المُعتقَد أن هذه الثورات قد باءت بالفشل لكونها ثورات إقليمية جزئية. أما ثورة نوفمبر 1954، فكانت ثورة وطنية.
حدثت المعركة في سبتمبر عام 1955، أي بعد عام واحد من بدء حرب الجزائر الهادفة للاستقلال. ووقعت في منطقة الأوراس فيما كان يُعرَف بمركز الثورة. واعتقلت القوات العسكرية الفرنسية مصطفى بن بولعيد (المعروف باسم أسد الأوراس)، والذي شغل منصب قائد جيش التحرير الوطني الجزائري (ALN) في تلك المنطقة.
حدث آنذاك خلاف داخلي في جيش التحرير الوطني الجزائري، مما أدى إلى تسمية العقيد بشير شيحاني رئيس الولاية الأولى. وبدأ شيحاني عمله بجمع القوات التي كانت قد تفرقت في أرجاء المنطقة، وتمكن من تنظيم اجتماع في منطقة الجرف، شمال ولاية تبسة. هَدَف ذلك الاجتماع إلى إعادة تنظيم القوات لبدء الأنشطة العسكرية مجددًا. وحضره 300 مقاتل.
لكن الفرنسيين اخترقوا هذه القوات، وعلموا المكان الذي سيُعقَد فيه الاجتماع بالضبط.

## المعركة
نشر الفرنسيون 30000 من قواتهم لمحاصرة مكان الاجتماع وقمع الثورة. ومع ختام شيحاني لخطبته، وصلته الأنباء بمحاصرة الفرنسيين للمكان.
وبعد أن قام بتهدئة قواته، قسّمهم إلى فِرق صغيرة تحت قيادة كلٍ من عاجل عجول، وسيدي الهاني، وعباس لغرور، ولزهر شريط،قتال الوردي وغيرهم من ضباط جيش التحرير، ثم أمرهم بالهجوم على 1نقاط محددة للقوات المعادية.
استمرت المعركة عدة أيام وليالٍ، وتكللت أخيرًا بنجاح جيش التحرير في القضاء على الحصار. وتمكن 220 من إجمالي عدد المقاتلين البالغ 300 الذين حضروا الاجتماع من التحرر من مكان الصراع.

## النتائج
اعترض الكثير من الضباط الذين حضروا الاجتماع عليه، بسبب الخطر الذي تعرضوا له. لكن، في الواقع، شيحاني كان مدركًا لإمكانية حدوث ذلك وعلى علم بوجود جسوس بين قواته. ولهذا، اختار منطقة الجرف مكانًا للالتقاء: إذ كانت أرضًا وعرة.
وتكبد الجيش الفرنسي خسائر بلغت 400 قتيل، بالإضافة إلى الخسائر المادية؛ إذ تحطمت طائرتا هليكوبتر و6 طائرات أخرى أثناء المعركة. وتُدرَس هذه المعركة للطلاب الفرنسيين في تدريبات أكاديمية سان سير العسكرية.